# Verband Deutscher Faustkämpfer
Der Verband Deutscher Faustkämpfer war ein deutscher Boxverband mit Sitz in Berlin. Er wurde am 19. September 1919 zu Beginn der Weimarer Republik gegründet, nachdem im Deutschen Kaiserreich der Boxsport verboten war. Er war ein Verband der Berufsboxer neben dem Deutschen Reichsverband für Amateurboxen.
Im Jahre 1921 wurde das Amateurboxen der Frauen vom Deutschen Reichsverband für Amateurboxen verboten. 1925 zog der Verband Deutscher Faustkämpfer nach und untersagte auch das Boxen auf Berufboxerebene für die Frauen.
Als einer der ersten deutschen Sportverbände schloss der Verband nach der Machtergreifung Adolf Hitlers schon am 4. April 1933 seine jüdischen Mitglieder aus und erkannte ihnen ihre Meistertitel ab. Betroffen davon war unter anderem Erich Seelig. Auch Johann Trollmann wurde als Sinto vom Verband schikaniert.
Nach dem Zweiten Weltkrieg bestand der Verband nicht weiter. 1949 gründete sich als neuer Dachverband der Bund Deutscher Berufsboxer in der Bundesrepublik. Dessen Gründer Ernst Dubois hatte schon 1922 als Gegenorganisation zum VdF die Deutsche Boxer Union gegründet, da nach seiner Meinung der VdF als Berliner Organisation die westdeutschen Boxer benachteilige. Diese blieb eher unbedeutend.